# Waterfront Shopping
Waterfront Shopping er et indkøbscenter beliggende i Hellerup-bydelen Tuborg Havn nord for København, der blev indviet den 1. oktober 2007. Butikcentret ejes af DADES-koncernen og er på ca. 32.000 m² inklusiv parkeringskælder i 2 plan med ca. 800 parkeringspladser.
Centret består af ca. 16.000 m² butiksareal, herunder 1 anker- og 34 specialbutikker, caféer og fitnesscenter i 2 butiksplaner, mens kontorer udgør ca. 4.000 m². Bygherre var Carlsberg Ejendomme (ejer af Tuborg Nord og Syd) og braaten+pedersen, mens arkitekterne bag var Vilhelm Lauritzen. Samlet set estimeres et årligt besøgstal i Waterfront på godt 2,3 mio. besøgende og en samlet årlig omsætning på 274 mio. kr.